# Straßenbahnmuseum Trondheim

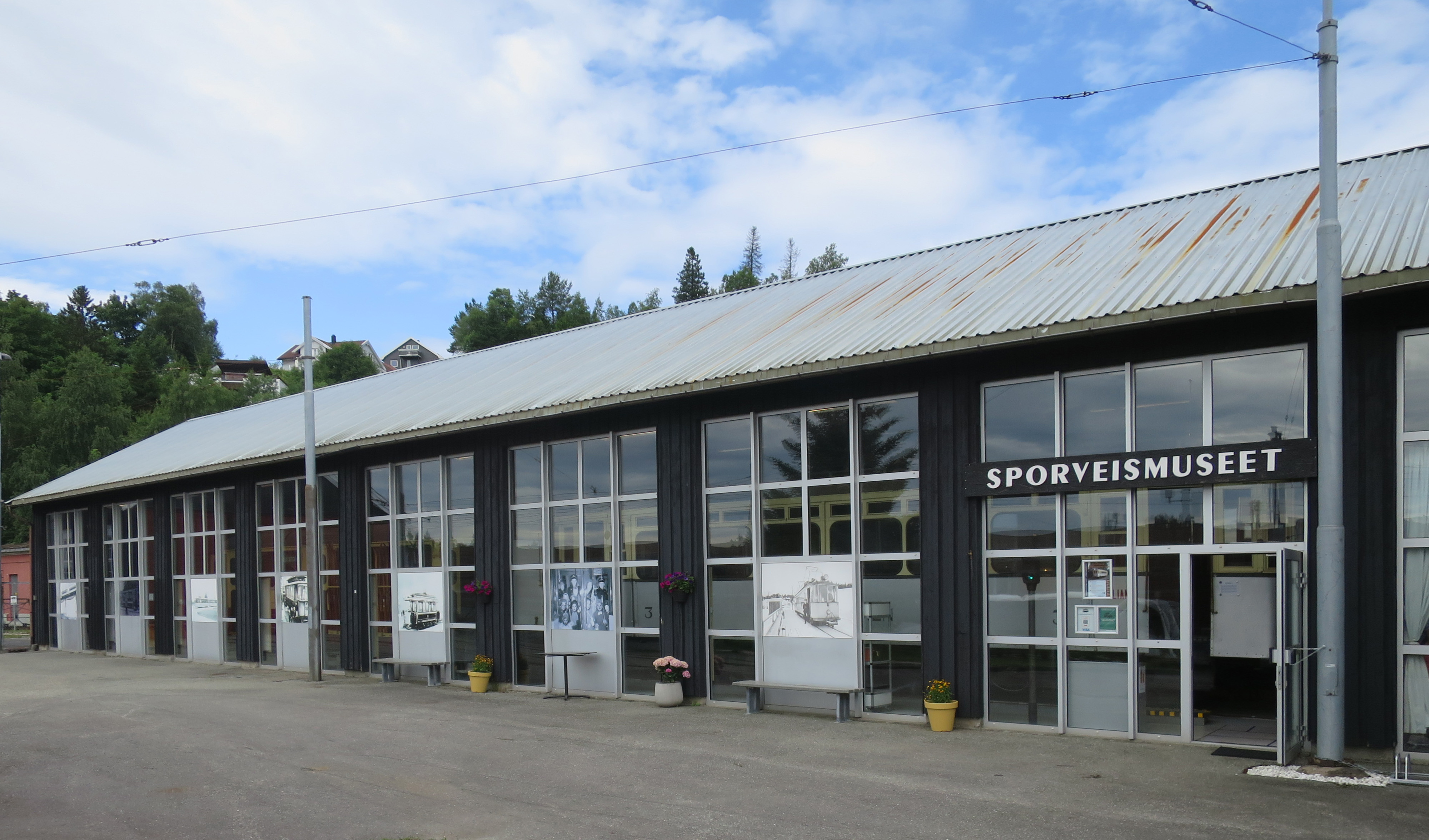
Hauptgebäude des Straßenbahnmuseums

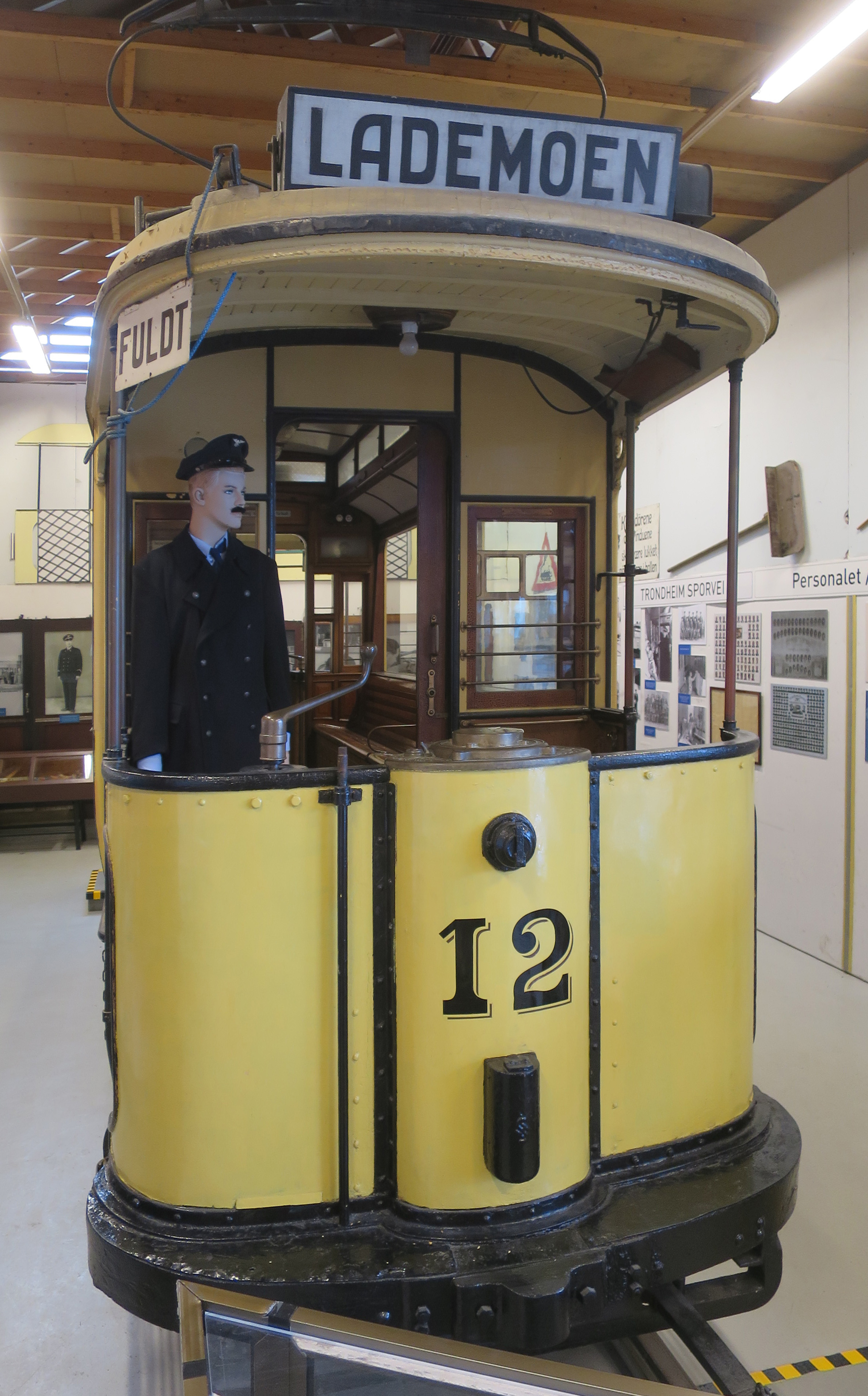
Wagen 12

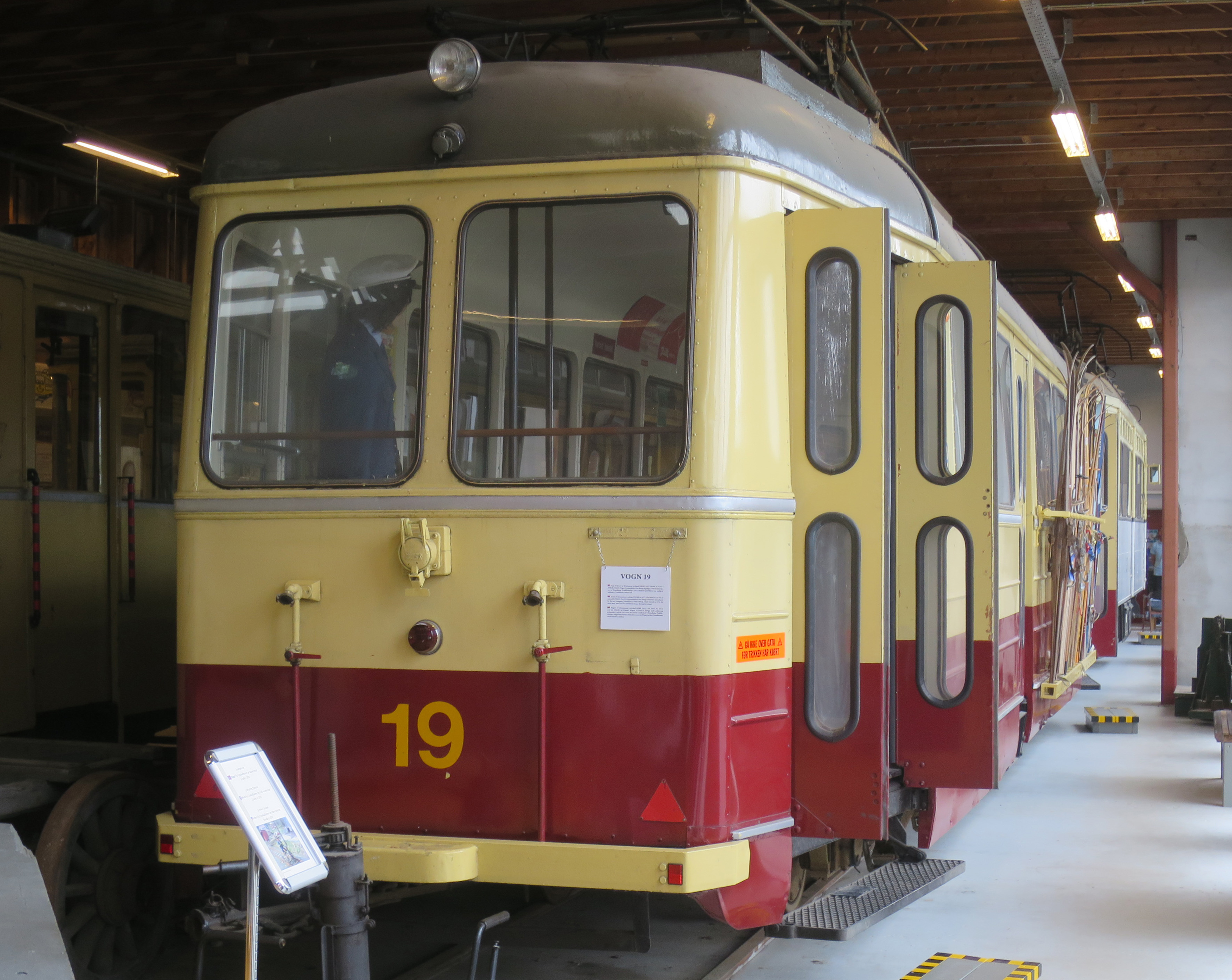
Wagen 19

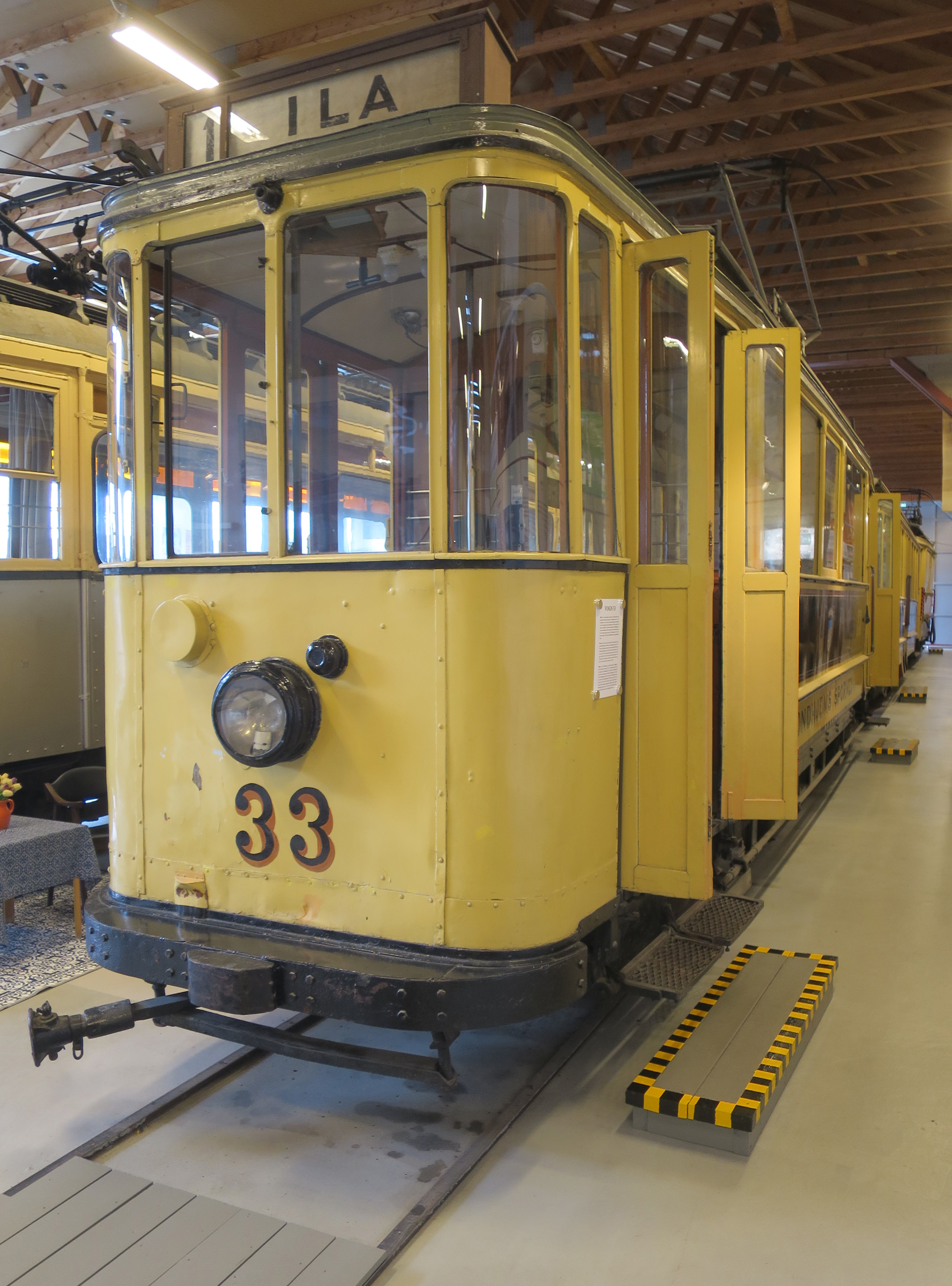
Wagen 33

Das Straßenbahnmuseum in Trondheim (Sporveismuseet i Trondheim) ist ein Museum in Trondheim, Norwegen, das die Geschichte der Straßenbahn Trondheim und der Gråkallbane dokumentiert.

## Geografische Lage
Das Museum ist in zwei ehemaligen Werkstatthallen der Gråkallbane untergebracht, unmittelbar an deren Haltestelle Munkvoll, und mit einem Gleisanschluss an deren Strecke angebunden. Die eine Halle dient der Dauerausstellung. In der zweiten Halle von 1924 sind Fahrzeuge untergestellt, die noch aufgearbeitet oder gewartet werden müssen. Diese Halle ist normalerweise nicht für die Öffentlichkeit zugänglich und war das Depot der Gråkallbane bis 1953, als auf der gegenüberliegenden Seite des Streckengleises ein neues Depot mit Werkstatt eröffnet wurde.

## Geschichte
Die Geschichte des Museums ist eng mit der Stilllegung der Straßenbahn in Trondheim 1988 verbunden, begann aber schon früher. 1979 gründete sich die Trondhjems Sporveishistoriske Forening (Trondheims Straßenbahnhistorischer Verein), später umbenannt in Sporveishistorisk Forening. In Trondheim war es Tradition, alte Fahrzeuge einzulagern und nicht zu verschrotten. Das rettete das Trondheimer Straßenbahnsystem nach einem Großbrand 1956, als die meisten neueren Fahrzeuge verbrannten und der Fahrbetrieb durch die alten Fahrzeuge sichergestellt werden konnte. Diese Kultur des Bewahrens kam der Sporveishistorisk Forening zugute, aber auch der Sammlung selbst, denn sie repräsentiert ziemlich vollständig alle Fahrzeuge, die in Trondheim je eingesetzt waren.
Der Verein traf eine Vereinbarung mit dem damaligen Träger des örtlichen Nahverkehrs, der Trondheim Trafikkselskap, die dem Verein in der Wagenhalle Voldsminde Platz für die Museumsfahrzeuge einräumte. In den 1980er Jahren übernahm der Verein mehr und mehr Wagen der Trondheimer Straßenbahn und der in diesen Jahren mit ihr vereinigten Gråkallbane von Trondheim Trafikkselskap. Er renovierte Fahrzeuge und hielt sie betriebsbereit. Als die Stilllegung der Straßenbahn in Trondheim am 14. Juni 1988 anstand, war absehbar, dass die Wagenhalle in Voldsminde bald ihren Gleisanschluss an die vorerst noch für einen Museumsbetrieb bereitgehaltene Gråkallbane verlieren würde. Am Tag nach der Betriebseinstellung wurden die 14 Museumsfahrzeuge von der Wagenhalle Voldsminde in das Depot nach Munkvoll gebracht.
Die Stadt Trondheim stellte 120.000 NOK für den musealen Umbau der Halle in Munkvoll zur Verfügung, sodass das Museum 1994 eröffnet werden konnte und seit 1995 in den Sommermonaten öffentlich zugänglich ist. Einige Jahre später konnten durch eine Spende aus der Glasindustrie die alten Einfahrtstore durch eine Glaswand ersetzt werden. Auch in den Folgejahren wurde das Museum Schritt für Schritt weiterentwickelt.

## Sammlung
Die Sammlung des Straßenbahnmuseums zeigt die Geschichte der städtischen Straßenbahn Trondheim und die der Überlandstraßenbahn Gråkallbane. Sie umfasst 13 Triebwagen und sechs Beiwagen. Die meisten Fahrzeuge sind aufgearbeitet und viele auch betriebsfähig, einige können gemietet werden.
Wagen Nr. 3
Der Wagen Nr. 3 ist eines von vier Fahrzeugen, die 1924 zur Eröffnung der Gråkallbane geliefert wurden. Hersteller waren die Hannoversche Waggonfabrik und Siemens. Die vier Fahrzeuge waren bis 1968/69 in Betrieb. Nr. 3 ist das einzige erhaltene Fahrzeuge und wurde 1986 in Stand gesetzt.
Wagen Nr. 12
Wagen Nr. 12 kam 1903 als ergänzendes Einzelstück von der Skabo jernbanevognfabrik zur Straßenbahn Trondheim. Später war es als Rangierfahrzeug eingesetzt. Zum 50-jährigen Bestehen der Straßenbahn Trondheim 1951 wurde es in den Auslieferungs-Zustand mit offenen Plattformen zurückrestauriert und erhielt – unhistorisch – die Nr. 1. Das wurde später, als das Fahrzeug in den Bestand des Museums übergegangen war, wieder geändert. Der Wagen Nr. 12 ist das älteste erhaltene Straßenbahnfahrzeug in Norwegen.
Wagen Nr. 19
Der Wagen Nr. 19 gehörte zu einer Serie von Fahrzeugen, die 1957 Strømmens Værksted an die Straßenbahn Trondheim lieferte und die mit den Nummern 10 bis 32 in Dienst gestellt wurden. Von diesen damals neuen Fahrzeugen wurden bei dem Großbrand einer Wagenhalle 1958 alle bis auf zwei zerstört. Die Nr. 19 überstand die Katastrophe und wird heute in der Lackierung präsentiert, die sie in der Zeit trug, als die Trondheim Trafikkselskap den Betrieb führte.
Wagen Nr. 25 und 33
Die Wagen gehörten zu einer Serie von zehn Triebwagen, die die Hannoversche Waggonfabrik 1921 an die Trondheimer Straßenbahn lieferte. Es war das letzte Mal, das Fahrzeuge beschafft wurden, deren Sitzbänke längs der Seitenwände installiert waren.
- Der Wagen 25 gehörte zu drei Wagen, die während der deutschen Besetzung Norwegens im Zweiten Weltkrieg nach Mannheim gebracht wurden. 1947 kamen sie zurück. Die Nr. 25 diente anschließend bis 2006 als Werkstattwagen. Für die Ausstellung restauriert, behielt er die in Mannheim eingebauten Schiebetüren der Plattformen.[4]
- Nr. 33 fuhr bis 1951 im Planverkehr. Nach dem Großbrand der Wagenhalle 1958, der viele neuere Fahrzeuge zerstörte, kam er nochmal im Planbetrieb zum Einsatz. Anschließend diente auch er als Werkstattwagen. 1981 wurde er museal restauriert und erhielt dabei seine ursprüngliche Lackierung zurück.[4]

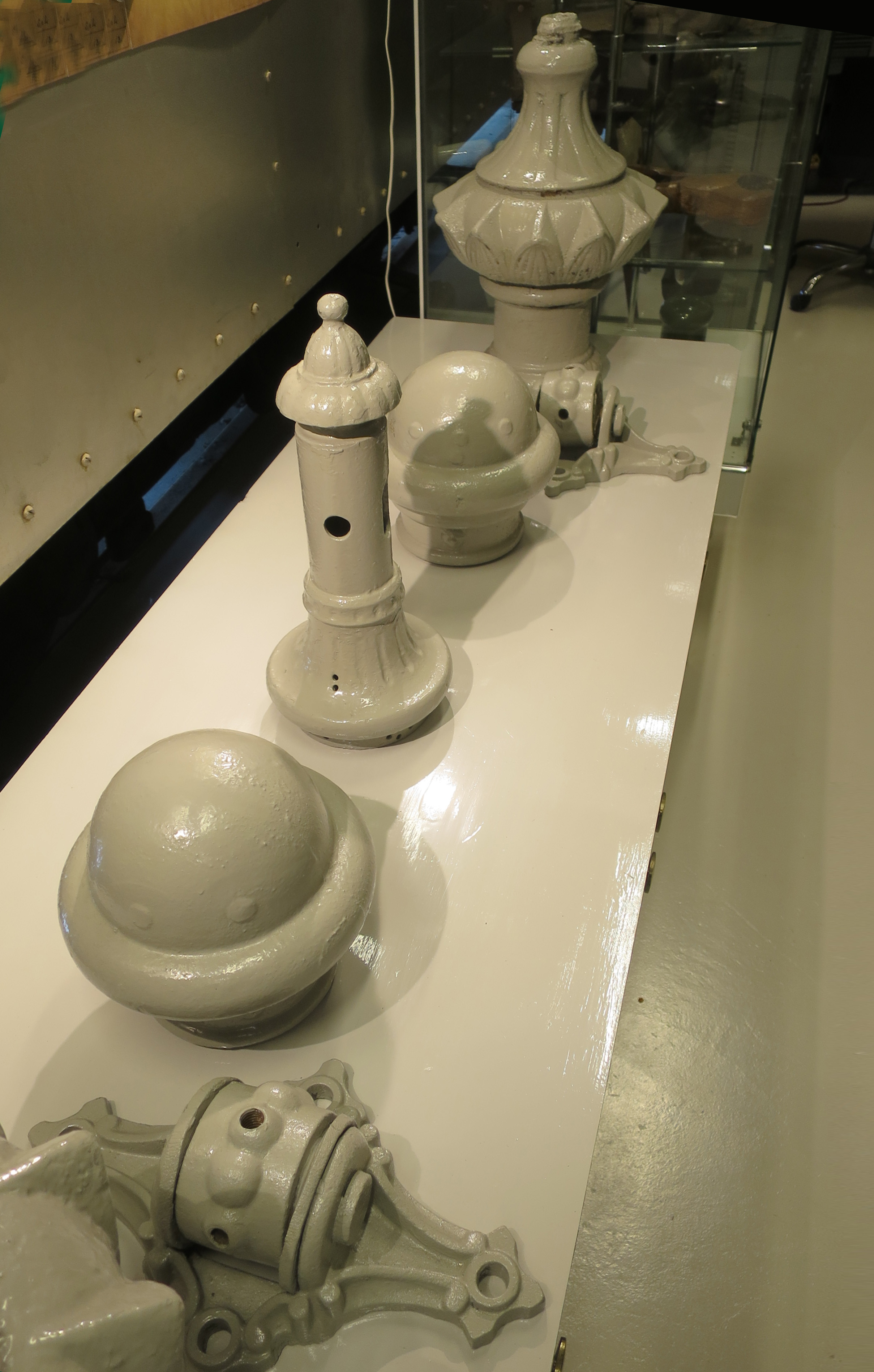
Abschlussstücke für Oberleitungsmaste und Oberleitungsaufhänger

Über die Fahrzeuge hinaus enthält die Sammlung des Museums zahlreiche Gegenstände, die mit dem Betrieb der Straßenbahn im Zusammenhang standen und eine umfangreiche Fotosammlung.